# Funkcja produkcji Leontiefa

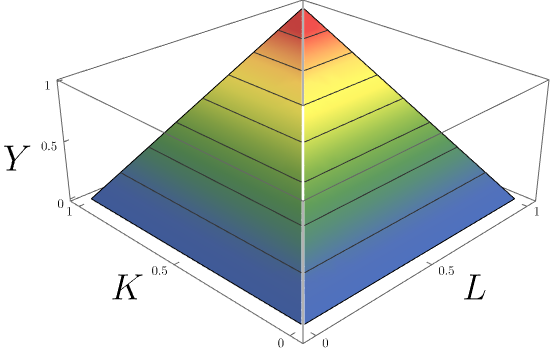
Graficzne przedstawienie funkcji

Funkcja produkcji Leontiefa – funkcja zaproponowana przez amerykańskiego ekonomistę rosyjskiego pochodzenia, Wassily’ego Leontiefa. Funkcja ta jest przypadkiem brzegowym funkcji produkcji CES, dla której elastyczność substytucji czynników produkcji {\displaystyle \sigma =0.} W funkcji tej nie jest możliwe zastąpienie jednego czynnika drugim. Takie czynniki nazywane są doskonale komplementarnymi.
Funkcję Leontiefa można zapisać w następujący sposób:
{\displaystyle f(k,l)=\min(\alpha k,\beta l),}
gdzie:
{\displaystyle \alpha ,\beta >0,}
{\displaystyle k} – kapitał,
{\displaystyle l} – praca.

## Własności funkcji
Funkcja Leontiefa ma kształt litery „L” i jest nieróżniczkowalna w punkcie, gdzie {\displaystyle \alpha k=\beta l.} Nachylenie prostej, która łączy wierzchołki izokwant dla różnych poziomów produkcji, wyraża się wzorem {\displaystyle {\tfrac {\alpha }{\beta }}.} Korzyści skali właściwe dla tej funkcji są stałe.

## Optymalizacja kosztów
Firma optymalizująca koszty nie będzie marnowała żadnego czynnika, którego cena jest większa od zera. Z tego powodu, aby zminimalizować koszty, będzie operować na poziomie, gdzie produkcja {\displaystyle y=\alpha k=\beta l.} Jeżeli firma chce produkować {\displaystyle y} dóbr, musi użyć {\displaystyle {\tfrac {y}{\alpha }}} jednostek czynnika {\displaystyle k} i {\displaystyle {\tfrac {y}{\beta }}} jednostek czynnika {\displaystyle l} bez względu na ich ceny {\displaystyle w_{1}} i {\displaystyle w_{2}.}
Funkcja kosztów wygląda więc następująco:
{\displaystyle c(w_{1},w_{2},y)={\tfrac {w_{1}y}{\alpha }}+{\tfrac {w_{2}y}{\beta }}=y\left({\tfrac {w_{1}}{\alpha }}+{\tfrac {w_{2}}{\beta }}\right).}

## Przykłady
Firma A świadczy usługi wykonywania wykopów pod fundamenty. Aby wykonać jeden wykop, firma potrzebuje jednego pracownika i jednej koparki – {\displaystyle \alpha } i {\displaystyle \beta } są równe 1. Zatem ilość wykopów, jaką firma jest w stanie wykonać, jest równa minimum z liczby pracowników i liczby koparek, jaką dysponuje.
Taką funkcję produkcji można zapisać:
{\displaystyle f(k,l)=\min(k,l),}
gdzie:
{\displaystyle k} – liczba koparek,
{\displaystyle l} – liczba zatrudnionych pracowników.
Firma B produkuje samochody. Dla uproszczenia, firma używa jedynie czterech opon i jednej kierownicy do wyprodukowania jednego samochodu. Liczbę wyprodukowanych przez firmę B samochodów można przedstawić następująco:
{\displaystyle f(x_{1},x_{2})=\min \left({\tfrac {1}{4}}x_{1},x_{2}\right),}
gdzie:
{\displaystyle x_{1}} – liczba opon,
{\displaystyle x_{2}} – liczba kierownic.